# سیارک ۸۸۱۴۶
سیارک ۸۸۱۴۶ (به انگلیسی: 88146 Castello، نامگذاری:2000WE183)۸۸۱۴۶مین سیارک کشف شده‌است که در ۳۰ نوامبر ۲۰۰۰ کشف شد.